# Championnats d'Europe de cyclisme sur piste juniors et espoirs 2006
Navigation
Championnats d'Europe 2005 Championnats d'Europe 2007
Les Championnats d'Europe de cyclisme sur piste juniors et espoirs 2006 se sont déroulés du 19 au 23 juillet 2006 à Athènes en Grèce. La compétition était ouverte aux juniors (17-18 ans) et espoirs (- 23 ans) chez les hommes et les femmes.

## Résultats

### Juniors
| Épreuves masculines    |                                                                         |                                                                   |                                                                              |
| Kilomètre              | David Daniell                                                           | Jason Kenny                                                       | Hodei Mazquiarán                                                             |
| Keirin                 | Jason Kenny                                                             | Vladimir Khozov                                                   | Denis Spicka                                                                 |
| Vitesse individuelle   | Jason Kenny                                                             | Hodei Mazquiarán                                                  | Christian Lyte                                                               |
| Vitesse par équipes    | Grande-Bretagne David Daniell Christian Lyte Jason Kenny                | Grèce Chrístos Volikákis Zafíris Volikákis Vasileios Reppas       | Pologne Konrad Dąbkowski Paweł Sarnecki Adrian Tekliński                     |
| Poursuite individuelle | Marco Coledan                                                           | Ievgueni Kovalev                                                  | Alexandre Lemair                                                             |
| Poursuite par équipes  | Grande-Bretagne Adam Blythe Peter Kennaugh Steven Burke Jonathan Bellis | France Vincent Dauga Alexandre Lemair Bryan Nauleau Vivien Brisse | Russie Mikhail Baryshnikov Nikita Novikov Alexander Rybakov Stanislav Volkov |
| Course aux points      | Maxim Pokidov                                                           | Alexey Shyryaev                                                   | Salvador Guardiola                                                           |
| Scratch                | Elia Viviani                                                            | Vincent Dauga                                                     | Gerrit Peetoom                                                               |
| Épreuves féminines     |                                                                         |                                                                   |                                                                              |
| 500 mètres             | Lyubov Shulika                                                          | Sandie Clair                                                      | Virginie Cueff                                                               |
| Keirin                 | Lyubov Shulika                                                          | Renata Dabrowska                                                  | Sandie Clair                                                                 |
| Vitesse individuelle   | Lyubov Shulika                                                          | Virginie Cueff                                                    | Anna Blyth                                                                   |
| Poursuite individuelle | Lesya Kalitovska                                                        | Elise van Hage                                                    | Yulia Popova                                                                 |
| Course aux points      | Elise van Hage                                                          | Evgenia Romanyuta                                                 | Silvia Castoldi                                                              |
| Scratch                | Elise van Hage                                                          | Virginie Cueff                                                    | Evgenia Romanyuta                                                            |

### Espoirs
| Épreuves masculines    |                                                                          |                                                                           |                                                                               |
| Kilomètre              | Tim Veldt                                                                | François Pervis                                                           | Maximilian Levy                                                               |
| Keirin                 | Mikhail Shikhalev                                                        | Maximilian Levy                                                           | Michael Seidenbecher                                                          |
| Vitesse individuelle   | Maximilian Levy                                                          | Grégory Baugé                                                             | Michael Seidenbecher                                                          |
| Vitesse par équipes    | Allemagne Michael Seidenbecher Maximilian Levy René Enders               | France Grégory Baugé Didier Henriette François Pervis                     | Russie Denis Dmitriev Mikhail Shikhalev Stoyan Vasev                          |
| Poursuite individuelle | Mikhail Ignatiev                                                         | Gediminas Bagdonas                                                        | Nikolai Trussov                                                               |
| Poursuite par équipes  | Grande-Bretagne Geraint Thomas Andrew Tennant Ian Stannard Edward Clancy | Russie Valery Valynin Ivan Kovalev Sergey Kolesnikov Alexander Khatuntsev | Lituanie Gediminas Bagdonas Simas Kondrotas Ignatas Konovalovas Aidis Kruopis |
| Américaine             | Belgique Kenny De Ketele Steve Schets                                    | Russie Mikhail Ignatiev Nikolai Trussov                                   | Allemagne Marcel Kalz Roger Kluge                                             |
| Course aux points      | Ivan Rovny                                                               | Niki Terpstra                                                             | Michael Mørkøv                                                                |
| Scratch                | Wim Stroetinga                                                           | Geraint Thomas                                                            | Ivan Kovalev                                                                  |
| Épreuves féminines     |                                                                          |                                                                           |                                                                               |
| 500 mètres             | Miriam Welte                                                             | Magdalena Sara                                                            | Jane Gerisch                                                                  |
| Keirin                 | Jane Gerisch                                                             | Annalisa Cucinotta                                                        | Magdalena Sara                                                                |
| Vitesse individuelle   | Jane Gerisch                                                             | Anastasia Tchulkova                                                       | Miriam Welte                                                                  |
| Poursuite individuelle | Tatsiana Sharakova                                                       | Pascale Schnider                                                          | Tatiana Guderzo                                                               |
| Course aux points      | Marlijn Binnendijk                                                       | Irina Zemlyanskaya                                                        | Jarmila Machačová                                                             |
| Scratch                | Monia Baccaille                                                          | Alena Prudnikova                                                          | Tatsiana Sharakova                                                            |

## Tableau des médailles
| Rang  | Nation          | Or | Argent | Bronze | Total |
| ----- | --------------- | -- | ------ | ------ | ----- |
| 1     | Grande-Bretagne | 6  | 2      | 2      | 10    |
| 2     | Pays-Bas        | 5  | 2      | 1      | 8     |
| 3     | Allemagne       | 5  | 1      | 6      | 12    |
| 4     | Russie          | 4  | 9      | 6      | 19    |
| 5     | Ukraine         | 4  | 0      | 0      | 4     |
| 6     | Italie          | 3  | 1      | 2      | 6     |
| 7     | Biélorussie     | 1  | 0      | 1      | 2     |
| 8     | Belgique        | 1  | 0      | 0      | 1     |
| 9     | France          | 0  | 8      | 3      | 11    |
| 10    | Pologne         | 0  | 2      | 2      | 4     |
| 11    | Espagne         | 0  | 1      | 2      | 3     |
| 12    | Lituanie        | 0  | 1      | 1      | 2     |
| 13    | Grèce           | 0  | 1      | 0      | 1     |
| -     | Suisse          | 0  | 1      | 0      | 1     |
| 15    | Tchéquie        | 0  | 0      | 2      | 2     |
| 16    | Danemark        | 0  | 0      | 1      | 1     |
| Total | Total           | 29 | 29     | 29     | 77    |